# Жигу, Жан
Жан Франсуа́ Жигу́ (фр. Jean François Gigoux; 8 января 1806, Безансон — 12 декабря 1894, там же) — французский живописец, известный также своими отношениями с Эвелиной Ганской, которые продолжались 30 лет.

## Биография
Родился 8 января 1806 года в Безансоне.
Учился в парижской школе изящных искусств, но недолго, и окончил своё артистическое образование в Италии. Писал картины религиозного и исторического содержания, отличающиеся правильностью рисунка и силой колорита, но (по мнению авторов ЭСБЕ) «грешащие преувеличенностью движений в композиции и излишней беглостью исполнения». 
В живописи шёл по стопам различных мастеров, не пролагая собственного направления.

## Творчество
Наиболее значительными произведениями являются стенные фрески в парижской церкви Св. Гервасия и картины:
- «Смерть Леонардо да Винчи на руках у Франциска I» (1833),
- «Клеопатра испытывает на рабе силу яда» (1838),
- «Смерть Клеопатры» (1850),
- «Галатея» (1853),
- «Манна в пустыне»,
- «Наполеон накануне сражения при Аустерлице».

В течение многих лет Жигу славился как отличный рисовальщик литографий и портретист (портреты социалиста Ш. Фурье, маршала Монсея, Ламартина, П. Делароша, Э. Делакруа, Сигалона и др.).
Кроме того Жигу создал цикл иллюстраций к роману Лесажа «Жиль Блас», которые были опубликованы во французском издании романа 1835 года.
Среди его известных учеников — Анри Шарль Антуан Барон.

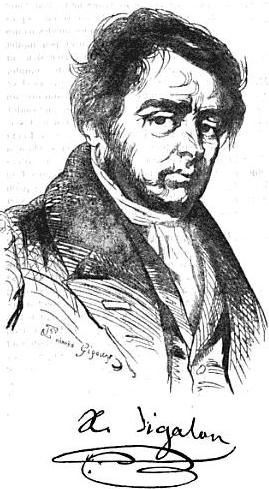
Литографический портрет Сигалона работы Жигу (1838)
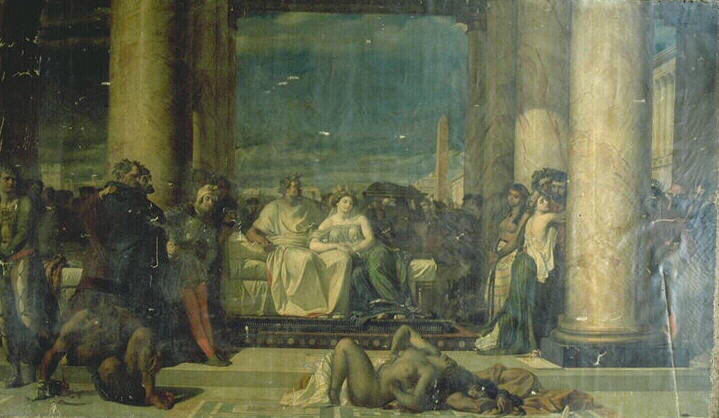
Антоний и Клеопатра после битвы при Акции
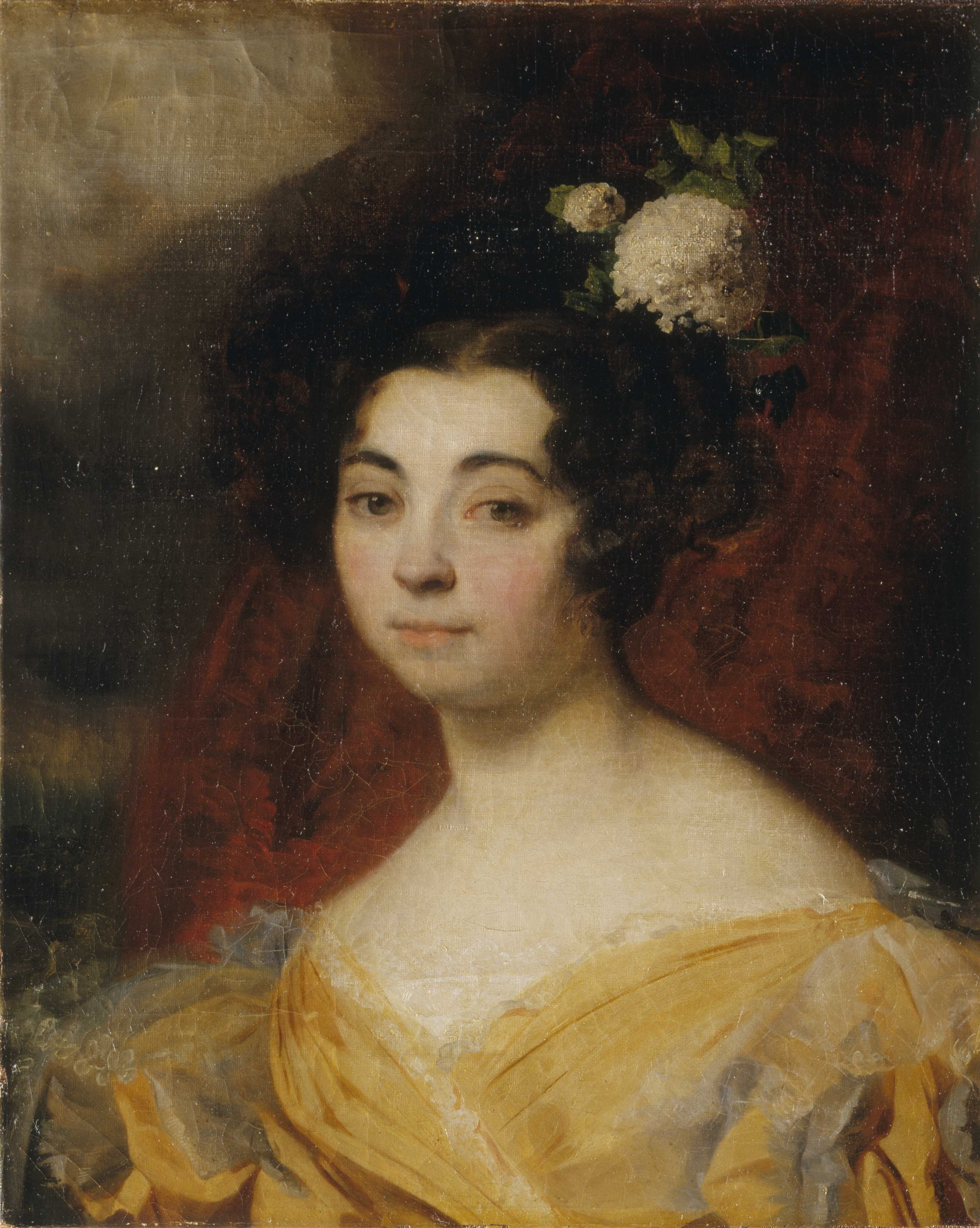
Портрет Мари Нодье кисти Жигу
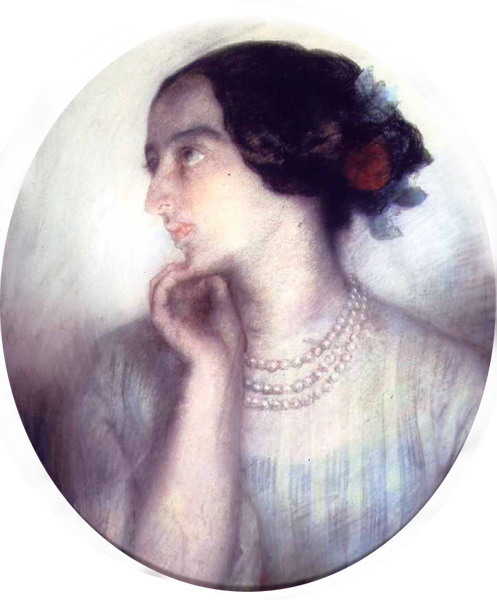
Портрет Анны Мнишек (дочери Эвелины Ганской) (1853)